# Matsucoccus alabamae
Matsucoccus alabamae är en insektsart som beskrevs av Morrison 1939. Matsucoccus alabamae ingår i släktet Matsucoccus och familjen pärlsköldlöss. Inga underarter finns listade i Catalogue of Life.